# Leland, Iowa
Leland là một thành phố thuộc quận Winnebago, tiểu bang Iowa, Hoa Kỳ. Năm 2010, dân số của thành phố này là 289 người.

## Dân số
Dân số qua các năm:
- Năm 2000: 258 người.
- Năm 2010: 289 người.